# Polygonum arenastrum
Polygonum arenastrum là một loài thực vật có hoa trong họ Rau răm. Loài này được Boreau miêu tả khoa học đầu tiên năm 1857.